# Abigail Hargrove
Abigail Virginia Hargrove (* 3. Februar 1999 in Dallas, Texas) ist eine US-amerikanische Schauspielerin. Internationale Bekanntheit erlangte sie vor allem im Jahre 2013 durch ihre Rolle der Rachel Lane in World War Z.

## Leben und Karriere
Abigail Hargrove wurde am 3. Februar 1999 als jüngste von fünf Schwestern in der drittgrößten Stadt des US-Bundesstaates Texas geboren und wuchs in der Gegend um Dallas auf, bis sie neun Jahre alt war. Da ihre Schwestern Karrieren als Models oder Schauspielerinnen anstrebten, zog sie mit ihrer Familie nach Los Angeles. Hier begann sie schließlich an ihrer Schauspielkarriere zu arbeiten und trat im Jahre 2009 erstmals neben ihren vier Schwestern Jesica, Jordan und den beiden eineiigen Zwillinge Mallory und Madison im mehrfach preisgekrönten Kurzfilm The Butterfly Circus eingesetzt. Nachdem es in den nachfolgenden Jahren weitgehend ruhig um die junge Nachwuchsschauspielerin wurde und sie lediglich in diversen Talkshows und Interviewsendungen zu sehen war, kehrte sie im Jahre 2013 zurück auf die Leinwand, als sie in World War Z die Rolle der Rachel Lane, der Tochter von Gerry Lane (gespielt von Brad Pitt) und dessen Frau Karen Lane (Mireille Enos), schlüpfte. Für diese Rolle wurde sie bei den Young Artist Awards 2014 für einen Young Artist Award in der Kategorie „Beste Hauptdarstellerin in einem Spielfilm“ nominiert, konnte sich in dieser Kategorie jedoch nicht gegen Sophie Nélisse (Die Bücherdiebin) und Loreto Peralta (Plötzlich Vater) durchsetzen. Außerdem hatte sie einen Auftritt in der Seifenoper General Hospital und im Independentfilm I.D. Des Weiteren wurde sie 2013 im Kurzfilm The Firebird unter der Regie von Stephen David Brooks eingesetzt und nahm auch an einer Folge der FamilyChoice-Serie The Dark Side mit Ryan Gosling als Sprecher teil.

## Filmografie (Auswahl)
- 2009: The Butterfly Circus (Kurzfilm)
- 20XX: General Hospital (? Episoden)
- 20XX: I.D. (Kurzfilm)
- 2013: World War Z
- 2013: The Firebird (Kurzfilm)
- 2014: The Dark Side (1 Episode)

## Nominierung
- 2014: Young Artist Award in der Kategorie „Beste Hauptdarstellerin in einem Spielfilm“[2]